# Camilla Lucerna
Camilla Lucerna, nota anche con lo pseudonimo di Camilla Leonhard o Camilla Milović (Riva del Garda, 24 giugno 1868 – Zagabria, 15 giugno 1963), è stata un'insegnante, filologa, traduttrice e scrittrice austriaca.
Era sorella del compositore Eduard Lucerna.

## Biografia
Figlia del revisore imperial-regio e consigliere di corte italo-austriaco Johann Lucerna e di sua moglie Maria Scheuchenstuel, trascorse la sua giovinezza nel castello di Falkenburg / Wolfnitzhal . Per completare la sua formazione si mise in viaggio, compiendo soggiorni in Croazia (Litorale dalmata , Laghi di Plitvice), Germania e Francia . Nel 1889 superò l'esame di abilitazione all'insegnamento per le scuole elementari. Nel 1892 divenne insegnante di tedesco e francese presso l'istituto privato di lingua e istruzione a Zagabria. Nel 1894 prese servizio presso la scuola femminile superiore di Gospić . Conobbe il poeta Bude Budisavljević, che le permise di migliorare la conoscenza della lingua croata . Divenne poi docente di tedesco nel liceo femminile di Zagabria. Finché insegnò, ebbe anche modo di pubblicare studi letterari, occupandosi soprattutto di filologia germanica e di letteratura croata. Nel 1919 andò in pensione ma dopo qualche tempo riprese la sua attività di studiosa.
Fu autrice del dramma lirico Zlatorog, musicato poi da suo fratello Eduard.
Gli scritti autografi di Camilla Lucerna sono in gran parte conservati nella Biblioteca nazionale e universitaria di Zagabria e nella biblioteca del Dipartimento di studi tedeschi presso la Facoltà di Lettere di Zagabria.

## Opere

### Teatro
- Tko je kriv?, dramma, Zagabria 1896.
- Zlatorog, dramma lirico in 3 atti, musica di Eduard Lucerna, Klagenfurt 1900.

### Studi
- La ballata slava meridionale della moglie di Asan Aga e la sua replica di Goethe . Monaco di Baviera 1905.
- Fogli di studio sulla letteratura croata e serba . Zagabria, novembre 1909.
- La fiaba: la filosofia naturale di Goethe come opera d'arte . Lipsia 1910.
- L'ultima imperatrice di Trebisonda nella poesia slava meridionale . Sarajevo 1912.
- Asseneth . Vienna 1921.
- Il dramma della ballata degli slavi del sud . Leipzig 1923.
- Ballate dello "sconosciuto": studio sulla poesia popolare croata . Matica hrvatska, Zagreb 1943.

## Premi
- 1911: Medaglia d'oro del re Nicola I del Montenegro (Zlatna kolajna cara Nikole I), Cetinje
- 1932: Medaglia d'argento dell'Accademia tedesca, Monaco
- 1955: Medaglia Goethe del Goethe-Institut, Monaco di Baviera